# Université d'entreprise
 (octobre 2010).
Les universités d'entreprise (en anglais : corporate university) sont des structures d'apprentissage et de développement instituées au sein des organisations.
Elles ont pour but de mettre en œuvre des stratégies commerciales dans différents domaines (humain, économique, financier, environnemental, social, digital, technologique et communication) afin de fédérer autour de l’identité, la marque et la culture de l’entreprise qu’elles aident à faire évoluer. Il ne s'agit cependant pas de centres de formation.
L'objectif est de mener des activités qui favorisent l'apprentissage individuel et collectif, et de développer le partage de connaissances au sein de l'entreprise. Leurs noms sont différents : « Académie », « Institut »... Leur taille et leur vocation diffèrent ; essentielles en période de mutations de l'entreprise (transformations des stratégies, des organisations, des métiers ou des savoir-faire), elles apportent des réponses opérationnelles à des missions comme le renforcement de la culture d'entreprise au moment d'une fusion, l'accompagnement au changement pour une adaptation rapide face à la concurrence, l'échange et la création de savoirs entre jeunes et experts, la diffusion de bonnes pratiques professionnelles.
Bien au-delà du centre de formation interne, une université d'entreprise est d'après Frédéric Beaud, un lieu d'échange entre collaborateurs basé sur la responsabilisation de tous les participants. Cette structure a pour vocation d'offrir à tous la possibilité de progresser et de transmettre ses propres pratiques.

## Objectifs et enjeux
Une récente enquête montre que les universités d'entreprise réussissent quand les dirigeants s'y impliquent. Les ambitions placées par les dirigeants dans cet outil stratégique sont variées. Les spécialistes y voient un nouveau maillon de la chaîne éducative. L'université d'entreprise est aussi un creuset de réflexion stratégique ainsi qu'un laboratoire d'expérience et un lieu d'apprentissage. La capacité d'une université d'entreprise à s'impliquer dans la définition de la stratégie d'entreprise dépend du type d'université d'entreprise et de la stratégie de l'entreprise.
Quelques exemples d'objectifs stratégiques auxquels répondent les Universités d'entreprise :
- Engendrer et accompagner le changement dans l’organisation,
- Diffuser une culture commune, un sentiment d’appartenance,
- Rester compétitif dans l’économie mondiale actuelle,
- Fidéliser les collaborateurs,
- Rentabiliser l’investissement formation,
- Organiser les formations,

Les universités d’entreprise proposent un enrichissement de compétences et un développement personnel pour les collaborateurs tout au long de leur carrière avec des dispositifs variés et innovants. C’est pourquoi une université d’entreprise se doit d'être attractive pour les salariés et pérenne pour l'organisation en s'inscrivant comme véritable projet d'accompagnement professionnel.
L’Université d’entreprise répond aujourd’hui aux problématiques des organisations privées et publiques concernant la fidélisation des collaborateurs et la transmission et l'harmonisation des compétences, mais aussi le partage de la culture lors des fusions/acquisitions, ou encore la gestion des stratégies culture/business ou multimarques. Pour Bertrand Moingeon, « L’université est un levier de changement de la stratégie et de la culture de l’entreprise ».
Plus de 4 000 universités d'entreprise existent dans le monde, et près de 100 en France en 2017.